# 誰殺了她
《誰殺了她》是日本作家東野圭吾的長篇推理小說，也是「加賀恭一郎系列」的第三本小說。《誰殺了她》1996年由講談社發行了新書版（講談社小說），1999年發行了講談社文庫版。

## 出版書籍
| 出版社       | 出版日期      | 格式   | 頁數  | ISBN                   | 譯者   |
| ------------ | ------------- | ------ | ----- | ---------------------- | ------ |
| 講談社       | 1996年6月6日  | 新書判 | 250頁 | ISBN 978-4-06-181687-9 | 不適用 |
| 講談社       | 1999年5月15日 | 文庫本 | 355頁 | ISBN 978-4-06-264575-1 | 不適用 |
| 講談社       | 2002年3月15日 | 文庫本 | 448頁 | ISBN 978-4-06-273385-4 | 不適用 |
| 朝鮮 (地區)  | 2009年6月30日 | 平裝書 | 356頁 | ISBN 978-897-275438-1  |        |
| 獨步文化     | 2012年9月1日  | 平裝書 | 304頁 | ISBN 978-986-604-328-4 | 劉姿君 |
| 海南出版公司 | 2012年9月25日 | 平裝書 | 234頁 | ISBN 978-754-425699-5  | 袁斌   |

## 故事簡介
東京OL和泉園子與在路上賣畫的佃潤一相愛。但是在把潤一介紹給好友弓場佳世子認識數月後，潤一提出分手。得知分手原因是潤一變心喜歡上了佳世子，遭逢背叛園子墜入絕望深淵，痛不欲生。與在家鄉擔任交通警察的哥哥康正通話後卻與所有人斷了聯絡。放心不下的哥哥數日後趁公餘前往探視，發現了妹妹的遺體，看似自殺，但憑著至親的直覺與交警重建現場的本領，康正認為這是巧妙偽裝成自殺的他殺，因此決定自行莵證調查並親手制裁兇手。巡查部長加賀恭一郎在康正帶走部分現場證物並編造證詞下仍發覺疑點。兩人各自調查，終於揭開潤一和佳代子的真實的作為。而察覺到康正意圖的加賀，企圖阻止即將發生的慘劇。各自掌握部分線索的兩名警察，終於在最後的四人對決中拼湊出究竟是誰殺了她。
與東野圭吾之後一部作品《我殺了他》一樣，本書最後沒有明說兇手的人名，需由讀者自行推理！講談社小說在初版發行不久後，有關兇手究竟是誰的詢問就寄到了編輯部。因此在發行文庫本的時候附上了解說。不過在解說中依然沒有直接把兇手的名字寫出。而且在發行文庫本的時候，因刪減了書中某些重要的記述，使讀者在解謎的時候難度又加大了。

## 登場人物
關於加賀恭一郎請參看「加賀恭一郎系列－登場人物」。
和泉 園子（Izumi Sonoko）
被害者。在電子元件製造公司的東京分公司任職OL。身材高挑，背後有星形的疤。喜歡和食和紅酒。第一章是以她的視點來描寫的。
死於觸電引起的休克。因康正把帶走證物並編造關鍵證詞令到場的警察判斷為自殺，但刑警加賀恭一郎懷疑是他殺。
和泉 康正（Izumi Yasumasa）
園子的哥哥。隸屬豐橋警察署交通課的警官。從第二章至第六章為止是以他的視點來描寫的。
從現場狀況判斷園子死於他殺。為了親手制裁殺害妹妹的兇手，帶走證物開始獨自調查。
弓場 佳世子（Yuba Kayoko）
園子從高中時代開始的朋友，在保險公司工作。是個五官端正身材嬌小的美人。愛車是綠色的Mini Cooper。
佃 潤一（Tsukuda Junichi）
園子的戀人，後卻與佳代子交往。和園子相遇時他剛好放棄成為畫家的夢想，進入自家開設的大出版社工作。

## 外部連結
- （日語）